# Лампедуза (аеропорт)
Аеропорт Лампедуза (IATA: LMP, ICAO: LICD) — аеропорт на італійському острові Лампедуза в провінції Агрідженто, Сицилія. Розташований за кілька сотень метрів від центру міста, і досягає піку трафіку в літній період, оскільки кілька авіакомпаній виконують сезонні туристичні рейси на острів.

## Авіалінії та напрямки
| Авіакомпанія         | Пункт призначення                                                         |
| -------------------- | ------------------------------------------------------------------------- |
| AeroItalia           | Сезонний: Форлі                                                           |
| Albastar             | Сезонний: Болонья, Бергамо, Верона, Мілан-Мальпенса, Парма                |
| Danish Air Transport | Катанія, Палермо Сезонний: Неаполь, Пантеллерія                           |
| easyJet              | Сезонний: Мілан-Мальпенса, Неаполь                                        |
| ITA Airways          | Сезонний: Мілан-Лінате, Рим-Ф'юмічіно                                     |
| Volotea              | Сезонний: Болонья, Бергамо, Венеція, Верона, Мілан-Лінате, Неаполь, Турин |
| Vueling              | Сезонний: Рим-Ф'юмічіно, Флоренція                                        |
| Wizz Air             | Сезонний: Мілан-Лінате, Рим-Ф'юмічіно                                     |

## Статистика
Див. джерело запитів Вікіданих та джерела.